# Christopher Cox

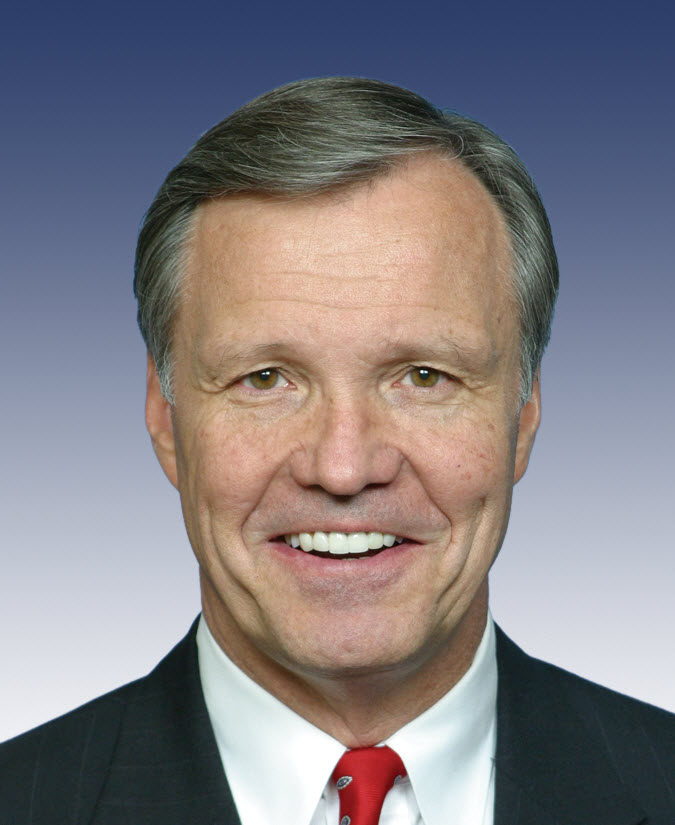
Christopher Cox

Charles Christopher Cox (* 16. Oktober 1952 in Saint Paul, Minnesota) ist ein US-amerikanischer Politiker. Zwischen 1989 und 2005 vertrat er den Bundesstaat Kalifornien im US-Repräsentantenhaus.

## Werdegang
Christopher Cox besuchte bis 1970 die öffentlichen Schulen seiner Heimat und studierte danach bis 1973 an der University of Southern California in Los Angeles. Daran schloss sich bis 1977 ein Studium an der Harvard Business School an. Gleichzeitig absolvierte er an der Harvard University ein Jurastudium. Nach seiner Zulassung als Rechtsanwalt war er in den Jahren 1977 und 1978 juristischer Assistent des Bundesrichters Herbert Choy. Außerdem praktizierte er als privater Rechtsanwalt. In den Jahren 1982 und 1983 hielt er in Harvard Vorlesungen über Wirtschaftsfragen. Er war auch Mitbegründer der Firma Context Corp. in Saint Paul. Gleichzeitig schlug er als Mitglied der Republikanischen Partei eine politische Laufbahn ein. In den Jahren 1986 bis 1988 gehörte er dem Beraterstab von Präsident Ronald Reagan an.
Bei den Kongresswahlen des Jahres 1988 wurde Cox im 40. Wahlbezirk von Kalifornien in das US-Repräsentantenhaus in Washington, D.C. gewählt, wo er am 3. Januar 1989 die Nachfolge von Robert Badham antrat. Nach acht Wiederwahlen konnte er bis zu seinem Rücktritt am 2. August 2005 im Kongress verbleiben. Von 1993 bis 2003 vertrat er dort den neu eingerichteten 47. Distrikt seines Staates, ab 2003 den 48. Wahlbezirk. Von 1997 bis 2001 war Cox Vorsitzender des Select Committee on U.S. National Security and Military/Commercial Concerns with the People’s Republic of China, der sich mit den Beziehungen zur Volksrepublik China befasste. Danach leitete er den Ausschuss für Heimatschutz. In seine Zeit als Kongressabgeordneter fielen die Terroranschläge am 11. September 2001, der Irakkrieg und der Militäreinsatz in Afghanistan.
Nach dem Ende seiner Zeit im US-Repräsentantenhaus war Christopher Cox zwischen 2005 und 2009 als Nachfolger von William H. Donaldson Vorsitzender der United States Securities and Exchange Commission (SEC). Seit 2009 praktiziert er wieder als Anwalt in einer großen Kanzlei.

## Werke
- Woodrow Wilson: The Light Withdrawn. Simon & Schuster, New York 2024, ISBN 978-1-6680-1078-5.